# Kooperative Gesamtschule Bad Bevensen
Die Kooperative Gesamtschule Bad Bevensen (KGS Bad Bevensen) ist eine Kooperative Gesamtschule in der niedersächsischen Kurstadt Bad Bevensen. Die 1978 gegründete Schule unterrichtet etwa 1700 Schüler und beschäftigt etwa 170 Personen.